# San Lorenzo di Sebato
San Lorenzo di Sebato (en allemand, Sankt Lorenzen) est une commune italienne d'environ 3 900 habitants située dans la province autonome de Bolzano dans la région du Trentin-Haut-Adige dans le nord-est de l'Italie.

## Administration
| Période                                  | Période | Identité | Étiquette | Qualité |
| ---------------------------------------- | ------- | -------- | --------- | ------- |
|                                          |         |          |           |         |
| Les données manquantes sont à compléter. |         |          |           |         |

### Hameaux
Elle, Fassine, Campomolino, Ronchi, Mantana, Onies, Floronzo, Sares, Castelbadia, Sante Stefano, San Martino, Palù

### Communes limitrophes
Les communes limitrophes sont  Brunico, Chienes, Falzes, Luson, Marebbe et Rodengo.

## Personnalités liées
- Enrico Videsott, prêtre (1912-1999)